# Birgitte Hjort Sørensen

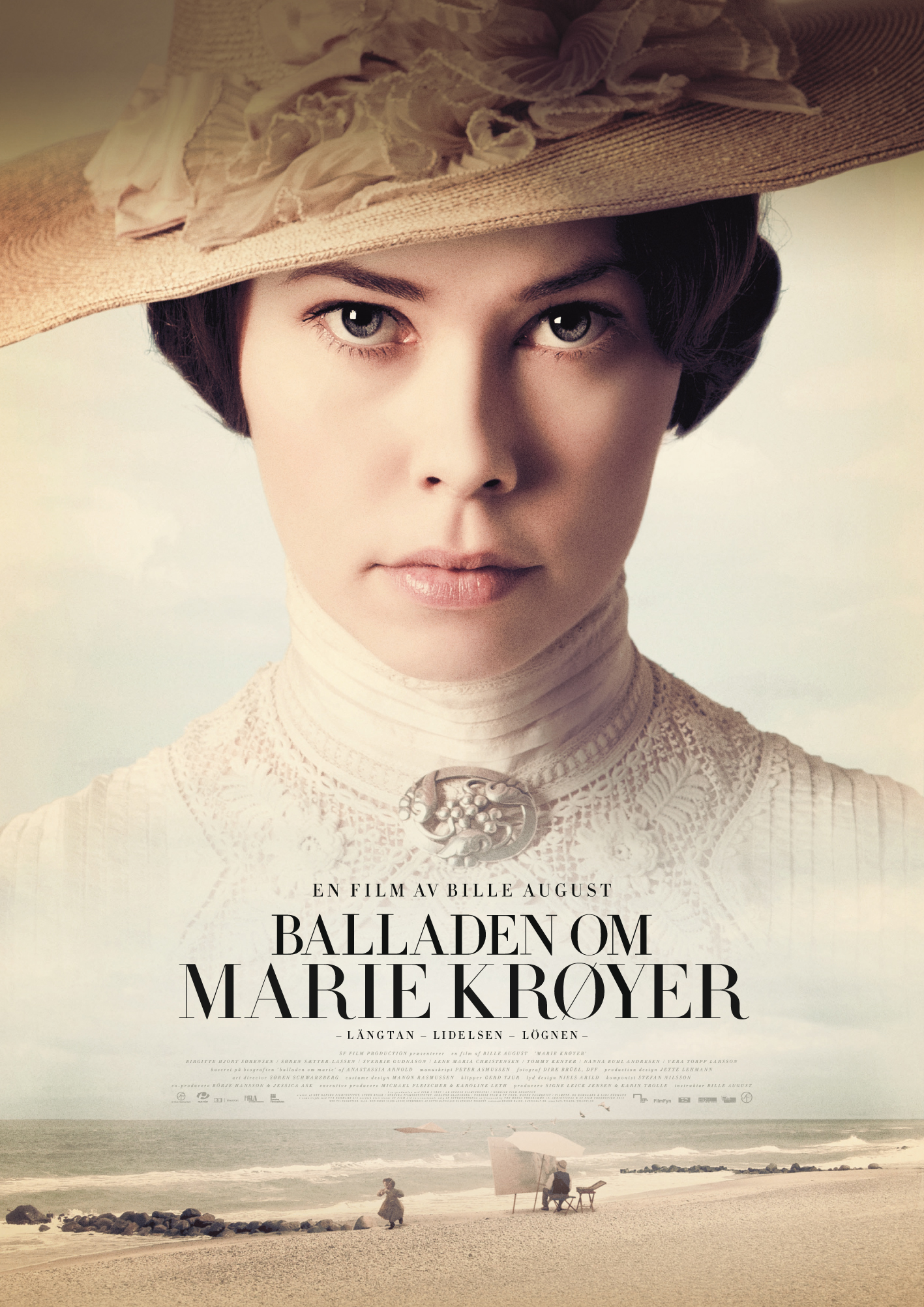
Birgitte Hjort Sørensen op de poster van de film "Balladen om Marie Krøyer" uit 2012

Birgitte Hjort Sørensen (Hillerød, 16 januari 1982) is een Deense actrice.

## Biografie
Sørensen woonde tijdens haar jeugdjaren met haar ouders en twee oudere zusters in Birkerød. Op 20-jarige leeftijd begon ze aan de Statens Scenekunstskole (de Staatstheaterschool) in Kopenhagen. Haar televisiedebuut was in 2005 een klein rolletje in de serie Ørnen: En krimi-odyssé. Verder was ze te zien in enkele korte films. In 2007 speelde ze de rol van Roxie Hart in de musical Chicago in het Ny Teater in Kopenhagen en later hernam ze de rol in het Engels in het Cambridge Theatre in de Londense West End.
In de periode tussen 2010 en 2013 speelde ze de journaliste Katrine Fønsmark in de televisieserie Borgen, waarvoor ze in 2013 genomineerd werd als beste actrice in een dramaserie op het Festival de télévision de Monte-Carlo. In 2012 speelde ze de hoofdrol in Balladen om Marie Krøyer, een film over de stormachtige relatie tussen de Skagenschilders Marie Krøyer en Peder Severin Krøyer. In 2013 had ze een gastrol in de derde aflevering van het eerste seizoen van de serie Bluestone 42. In 2015 had ze een rol in de film Pitch Perfect 2 als de Kommissar.
Sørensen speelde in 2015 mee in een aflevering van de HBO-hitserie Game of Thrones. Ze speelde de rol van Karsi, een rebellenleidster van de Wildlingen. Een jaar later kreeg ze de rol van Andy Warhols muze Ingrid in de door Mick Jagger en Martin Scorsese geproduceerde serie Vinyl. Na het eerste seizoen besloot HBO de serie echter geen vervolg te geven.
In 2022 speelde ze opnieuw haar rol van journaliste Katrine Fønsmark in Borgen (seizoen 4).

## Filmografie

### Film
Korte films
- 2006 - Tre somre
- 2007 - Canoe
- 2007 - Knus
- 2008 - Alliancen
- 2008 - Begravelsen

Speelfilms
- 2008 - Kandidaten - Sarah
- 2008 - Anja & Viktor – I medgang og modgang - Regitze
- 2009 - Ved verdens ende - Beate
- 2010 - Sandheden om mænd - Godsejerens søns kæreste
- 2011 - Magi i luften - Niklas Ravns kæreste
- 2011 - Julie - Julie
- 2012 - Balladen om Marie Krøyer - Marie Krøyer
- 2014 - Autómata
- 2015 - Pitch Perfect 2 - Kommissar
- 2015 - Sommeren '92 - Minna Vilfort
- 2017 - 3 Things - Camilla

### Televisie
- 2005 - Ørnen: En krimi-odyssé - een receptioniste
- 2008 - Maj & Charlie - Sidse
- 2010-2013 - Borgen (3 seizoenen) - Katrine Fønsmark
- 2013 - Bluestone 42 - Astrid
- 2014 - Midsomer Murders - DS Anna Degn (1 aflevering)
- 2015 - Game of Thrones - Karsi (1 aflevering)
- 2017 - Flashback - Host
- 2018 - Greyzone - Victoria Rahbek
- 2022 - Borgen (4e serie) - Katrine Fønsmark
- 2023 - Oxen - Kajsa Corfitzen

- Bibsys: 11014543
- Biblioteca Nacional de España: XX5500813
- Bibliothèque nationale de France: cb169877820 (data)
- Gemeinsame Normdatei: 172633214
- International Standard Name Identifier: 0000 0003 7037 6436
- Library of Congress Control Number: no2012062237
- Nationale Bibliotheek van Israël: 987011827717605171
- Nederlandse Thesaurus van Auteursnamen: 379231816
- Système universitaire de documentation: 188127615
- Virtual International Authority File: 249675966
- WorldCat: E39PBJc3DgwG7tbdTYvBHBbrv3